# Ercole Santucci
Ercole Santucci (* vor 1600; † nach 1614) war ein italienischer Tänzer und Tanzmeister, wahrscheinlich in Perugia und Rom.

## Leben
Über Ercole Santuccis Biographie ist wenig bekannt. Er ist der Verfasser des nur handschriftlich   überlieferten Tanztraktates Mastro da Ballo. Diviso in Tre Trattati con il quale ogni scolaro potrà facilmente imparare ogni sorte di Ballo, senza altra scola, welches auf das Jahr 1614 datiert ist. Der Autor bezeichnet sich darin als 'Ercole Santucci Perugino', was auf Perugia als seinen Geburtsort oder aber auch als einen längeren Aufenthaltsort hinweisen kann. Der Traktat ist auf Papier geschrieben, welches als Wasserzeichen das Wappen der Familie Barberini (3 Bienen) zeigt. Daraus geht eine Verbindung zu dieser Familie und somit zu Rom hervor.

## Werk
Santuccis Maestro da Ballo ist in deutlicher Schrift, aber nicht kalligraphisch schön geschrieben. Einige leere Seiten bzw. ausgesparte Stellen weisen darauf hin, dass hier eine Abbildung vorgesehen war. Santuccis umfangreiche Schrift dürfte wohl die Vorlage für ein in Druck zu bringendes Werk sein. 
Der Traktat enthält 214 Regeln für Schritte und Haltung sowie zehn Choreographien. Die Choreographien sind teilweise konkordant mit den gleichnamigen Choreographien aus den Traktaten von Fabritio Caroso und Cesare Negri. Dennoch zeigt sich an den deutlichen Abweichungen entweder eine Personalstil oder eine Weiterentwicklung der Tanzkunst. Santuccis Interesse gilt insbesondere virtuosen Variationen der Galliarde. Interessant ist die Beschreibung von Galliard-Schritten. Hier listet Santucci 30 mögliche Anfänge für den Cinque-Passi-Schritt mit jeweils 12 Variationen auf. Mögliche Interpretationen einer auf exakt 360 Varianten ausgedehnten Schritt-Reihe stehen noch zur Diskussion.
Im dritten Teil des Buches sind zehn Choreographien eingefügt. Dabei fügt Santucci nicht eigene Choreographien ein, sondern übernimmt bestehende Tänze aus zumeist gedruckten Werken, wie Fabritio Carosos Il Ballarino oder Cesare Negris Le Gratie d’Amore (1602, 1604) um diese vor allem um virtuose Galliard- bzw. Canario-Variationen zu erweitern.
- Canario. Balletto fatto conforme alle Regole di Paolo Arnandes Romano; e le Mutanze del Autore, (S. 398)
- Spagnioletta di Aless.ro Barbetta da Bologna, (S. 423)
- Alta Regina di Fabritio Caroso da Sermoneta, Moderata dall’Autore, (S. 426)
- Barriera di Oratio Martire Romano, ed la Mutanza di Gagliarda dell’Autore, (S. 428)
- Pavaniglia di Lodovico Padoello di Padova; Moderata dall’Autore alla Romana, (S. 433)
- Pavaniglia dell’Autore, (S. 440)
- Contrapasso in Sesto di Lutio Compasso Romano, (S. 451)
- Gagliarda di Spagnia, di Fabritio Caroso da Sermoneta, (S. 455)
- Galleria d’Amore di Stefano del Ma(n)cino da Bologna. Con la Gagliarda, e Canario dell’Autore, (S. 462)
- Allegrezza d’Amore di Oratio Martir Romano, Moderata dall’Autore, (S. 466)

## Editionen
Maestro di Ballo. Diviso in Tre Trattati con il quale ogni scolaro potrà facilmente imparare ogni sorte di Ballo, senza altra scola.
Manuscript, Perugia 1614.
Facsimile: Hildesheim: OLMS, 2004. Foreword by Bengt Häger. Introduction by Barbara Sparti with 9 illustrations and 2 maps. XIV/97/474 pp. Cloth. (Carina Ari Library of Dance, Publication No. 1).
| Personendaten    | Personendaten                        |
| ---------------- | ------------------------------------ |
| NAME             | Santucci, Ercole                     |
| KURZBESCHREIBUNG | italienischer Tänzer und Tanzmeister |
| GEBURTSDATUM     | vor 1600                             |
| STERBEDATUM      | nach 1614                            |